# Hidroperoxid

Structura generală a unui hidroperoxid organic

Hidroperoxizii (denumiți și peroxoli) sunt compuși organici care conțin o grupă funcțională hidroperoxid (ROOH). Dacă R este radical organic, atunci compusul este un hidroperoxid organic, iar acești compuși fac parte din clasa peroxizilor organici (cu formula ROOR). Hidroperoxizii organici pot să inițieze reacții de polimerizare explozive în compușii cu legături chimice nesaturate.
Exemple relevante sunt:
- hidroperoxid de cumen - intermediar la obținerea fenolului și acetonei
- hidroperoxid de terț-butil